# Ferrari 126 C
Ferrari 126 C — гоночный автомобиль с открытыми колёсами команды Scuderia Ferrari, разные модификации которого принимали участие в гонках Формулы-1. 126 C была первой попыткой команды создать машину Формулы-1 с турбонаддувом. Машина была разработана Мауро Форгьери и Харви Постлтуэйтом, разные модификации машины использовалась в сезонах с 1981 по 1984.

## Модификации

### 126 CK (1981)

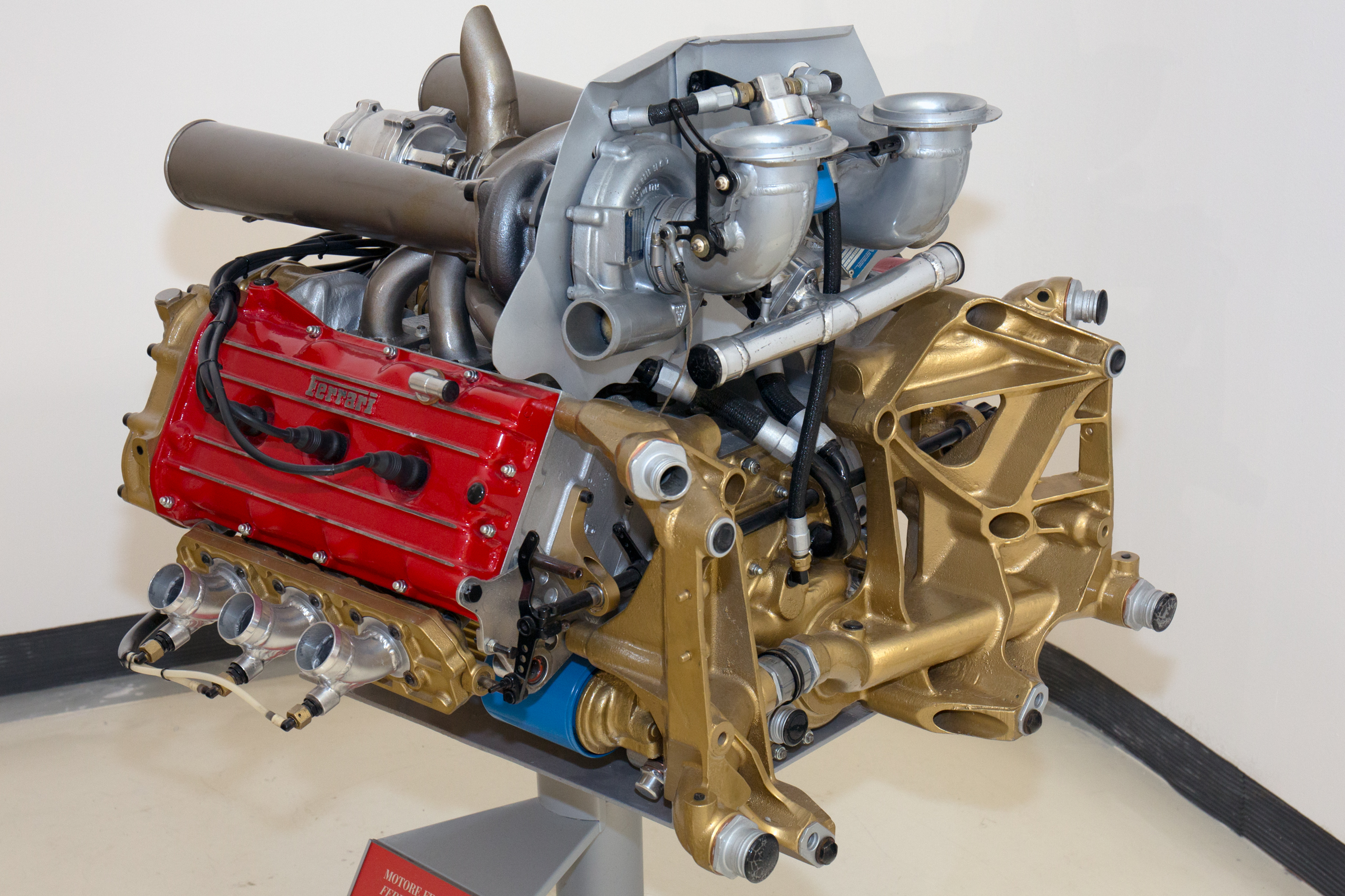
Турбированный Tipo 21 в музее Ferrari

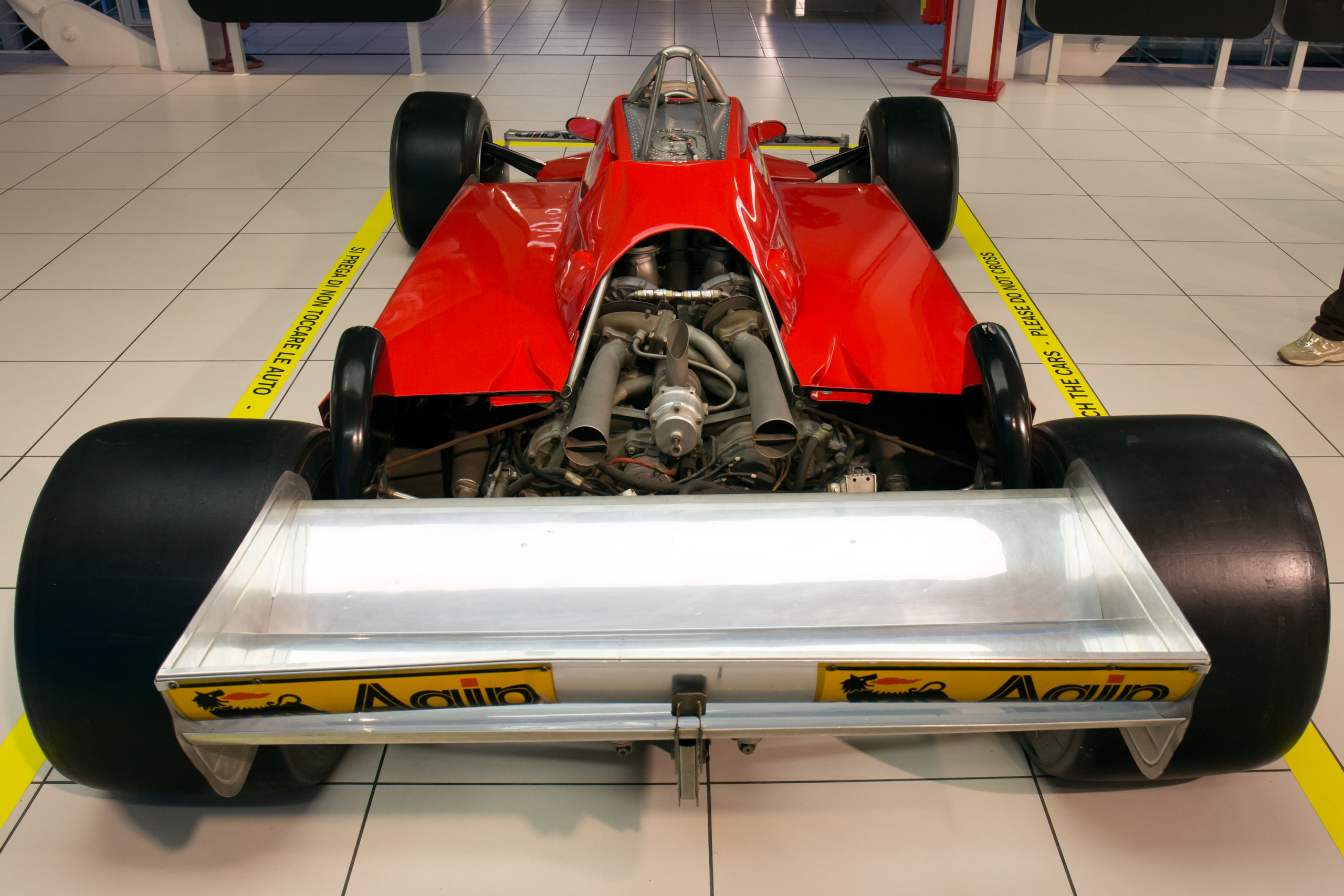
126 CK сзади

Ferrari 126 C был разработан, чтобы заменить весьма успешную, но устаревшую серию 312 T, используемую с 1975 года. Для команды сезон 1980 оказался провальным, Ferrari T5 была неконкурентоспособной, заняв лишь десятое место в Кубке конструкторов. Ставка была сделана на новый турбированный двигатель. Хотя первая версия нового турбодвигателя появилась у Ferrari ещё в 1980 году, для гонок этот двигатель был слишком ненадёжным. Жиль Вильнёв в свободных заездах и квалификации Гран-при Италии 1980 года в Имоле управлял 312 T5 с установленным на неё новым турбодвигателем, показав преимущество нового силового агрегата.
В межсезонье во время разработки новой машины конструкторы Ferrari решали в том числе задачи, связанные с новым 1,5-литровым турбированным двигателем. На него была установлена двойная турбина Kühnle, Kopp & Kausch. Также были эксперименты с компрессором Comprex, который позволял избавиться от так называемой «турбоямы», когда отклик от нажатия на педаль газа происходит с задержкой. Версию машины с турбиной назвали 126 CK, с компрессором — 126 CX. Хотя теоретически использование компрессора Comprex было очень интересно, новое устройство оказалось трудно усовершенствовать для гоночного двигателя. Проект с компрессором был отменён и единственным турбированным гоночным автомобилем на сезон 1981 года остался 126 С.
Новый турбированный двигатель имел множество отличий от своего 12-цилиндрового предшественника. Это V6 с углом развала цилиндров 120°, система выпуска расположена между рядами цилиндров, а впускная система смещена вниз. Двигатель стал короче и у́же. Шасси 126 C по-прежнему было построено по типу полу-монокок, новая машина внешне осталась похожа на 312 T5.
Дебют новой машины произошёл ещё в 1980 году на домашнем этапе команды, однако участие в чемпионате в качестве боевого шасси машина приняла только с началом нового сезона. В межсезонье Шектера в команде сменил Пирони. Начало сезона 1981 года для Ferrari выдалось неудачным — сходы обеих машины в трёх первых этапах подряд. Однако на этапах в Сан-Марино и Бельгии обе машины финишировали в первой десятке. Неожиданно следующие два этапа, Монако и Испанию выигрывает Жиль Вильнёв, добывая для Ferrari две важные победы. Несмотря на это, вторая половина сезона для команды оказалась неудачной, сходы следовали друг за другом, единственным достижением конца сезона стало третье место Вильнёва на домашнем этапе. Стало понятно, что 126 CK с устаревшим шасси типа полумонокок, недостатками аэродинамики и ненадёжным мотором не сможет бороться за Кубок конструкторов. По итогам сезона Ferrari занимает пятое место в Кубке конструкторов, а первое место достаётся Williams благодаря успехам гонщиков на Williams FW07.
Спустя почти месяц после завершения сезона Ferrari на военном аэродроме Истрана устроили показательное соревнование. Жиль Вильнёв управлял Ferrari 126 CK соревнуясь в скорости с военным истребителем Lockheed F-104 Starfighter ВВС Италии. На дистанции 1 км Ferrari 126 CK опередила самолёт.

## Результаты выступлений в ЧМ Формулы-1
| Легенда к таблице |                                                                    |
| --- | ------------------------------------------------------------------ |
| В таблице перечислены результаты всех Гран-при Формулы-1, в которых использовался автомобиль. Строками таблицы являются сезоны, столбцами — этапы чемпионата мира. В каждой клетке указаны сокращённое название этапа и результат, дополнительно обозначенный цветом. Расшифровка обозначений и цветов представлена в нижеследующей таблице. |                                                                    |
| \| Пример \| Описание \| \| ------------ \| ------------------------------------------------------------------ \| \| 1 \| Победитель \| \| 2 \| Второе место \| \| 3 \| Третье место \| \| 5 \| Финишировал, заработав очки \| \| Сход \| Не финишировал, но при этом заработал очки \| \| 12 \| Финишировал, не получив очков \| \| НКЛ \| Финишировал, но не попал в финальную классификацию \| \| 15 \| Участвовал вне зачёта, либо по отдельной классификации \| \| 18 \| Не финишировал, но попал в финальную классификацию \| \| Сход \| Не финишировал \| \| НКВ \| Не прошёл квалификацию \| \| НПКВ \| Не прошёл предквалификацию \| \| ДСК \| Дисквалифицирован \| \| ИСК \| Исключён из протокола соревнований \| \| ТТ \| Заявлен для участия только в тренировках \| \| НС \| Участвовал в квалификации, но не стартовал в гонке \| \| Т \| Травмирован или болен \| \| ОТК \| Отказ от участия \| \| НТР \| Прибыл на соревнования, но на трассу не выезжал \| \| НПР \| Был заявлен в числе участников, но не прибыл к началу соревнований \| \| О \| Соревнования отменены \| \| \| Не участвовал \| \| Поул-позиция \| \| \| Быстрый круг \| \| |                                                                    |
| Пример | Описание                                                           |
| 1 | Победитель                                                         |
| 2 | Второе место                                                       |
| 3 | Третье место                                                       |
| 5 | Финишировал, заработав очки                                        |
| Сход | Не финишировал, но при этом заработал очки                         |
| 12 | Финишировал, не получив очков                                      |
| НКЛ | Финишировал, но не попал в финальную классификацию                 |
| 15 | Участвовал вне зачёта, либо по отдельной классификации             |
| 18 | Не финишировал, но попал в финальную классификацию                 |
| Сход | Не финишировал                                                     |
| НКВ | Не прошёл квалификацию                                             |
| НПКВ | Не прошёл предквалификацию                                         |
| ДСК | Дисквалифицирован                                                  |
| ИСК | Исключён из протокола соревнований                                 |
| ТТ | Заявлен для участия только в тренировках                           |
| НС | Участвовал в квалификации, но не стартовал в гонке                 |
| Т | Травмирован или болен                                              |
| ОТК | Отказ от участия                                                   |
| НТР | Прибыл на соревнования, но на трассу не выезжал                    |
| НПР | Был заявлен в числе участников, но не прибыл к началу соревнований |
| О | Соревнования отменены                                              |
| | Не участвовал                                                      |
| Поул-позиция |                                                                    |
| Быстрый круг |                                                                    |

| Год  | Шасси          | Двигатель        | Шины | Пилоты           | 1    | 2    | 3    | 4    | 5    | 6    | 7    | 8    | 9    | 10   | 11   | 12   | 13   | 14   | 15   | 16   | Место | Очки |
| ---- | -------------- | ---------------- | ---- | ---------------- | ---- | ---- | ---- | ---- | ---- | ---- | ---- | ---- | ---- | ---- | ---- | ---- | ---- | ---- | ---- | ---- | ----- | ---- |
| 1981 | 126 CK         | Ferrari V6 турбо | M    |                  | СШЗ  | БРА  | АРГ  | САН  | БЕЛ  | МОН  | ИСП  | ФРА  | ВЕЛ  | ГЕР  | АВТ  | НИД  | ИТА  | КАН  | СИЗ  |      | 5     | 34   |
| 1981 | 126 CK         | Ferrari V6 турбо | M    | Жиль Вильнёв     | Сход | Сход | Сход | 7    | 4    | 1    | 1    | Сход | Сход | 10   | Сход | Сход | Сход | 3    | ДСК  |      | 5     | 34   |
| 1981 | 126 CK         | Ferrari V6 турбо | M    | Дидье Пирони     | Сход | Сход | Сход | 5    | 8    | 4    | 15   | 5    | Сход | Сход | 9    | Сход | 5    | Сход | 9    |      | 5     | 34   |
| 1982 | 126C2          | Ferrari V6 (t/c) | G    |                  | ЮАР  | БРА  | СШЗ  | САН  | БЕЛ  | МОН  | ДЕТ  | КАН  | НИД  | ВЕЛ  | ФРА  | ГЕР  | АВТ  | ШВА  | ИТА  | СИЗ  | 1     | 74   |
| 1982 | 126C2          | Ferrari V6 (t/c) | G    | Жиль Вильнёв     | Сход | Сход | ДСК  | 2    | НС   |      |      |      |      |      |      |      |      |      |      |      | 1     | 74   |
| 1982 | 126C2          | Ferrari V6 (t/c) | G    | Дидье Пирони     | 18   | 6    | Сход | 1    | НС   | 2    | 3    | 9    | 1    | 2    | 3    | НС   |      |      |      |      | 1     | 74   |
| 1982 | 126C2          | Ferrari V6 (t/c) | G    | Патрик Тамбе     |      |      |      |      |      |      |      |      | 8    | 3    | 4    | 1    | 4    | НС   | 2    | НС   | 1     | 74   |
| 1982 | 126C2          | Ferrari V6 (t/c) | G    | Марио Андретти   |      |      |      |      |      |      |      |      |      |      |      |      |      |      | 3    | Сход | 1     | 74   |
| 1983 | 126 C2B 126 C3 | Ferrari V6 турбо | G    |                  | БРА  | СШЗ  | ФРА  | САН  | МОН  | БЕЛ  | ДЕТ  | КАН  | ВЕЛ  | ГЕР  | АВТ  | НИД  | ИТА  | ЕВР  | ЮАР  |      | 1     | 89   |
| 1983 | 126 C2B 126 C3 | Ferrari V6 турбо | G    | Патрик Тамбе     | 5    | Сход | 4    | 1    | 4    | 2    | Сход | 3    | 3    | Сход | Сход | 2    | 4    | Сход | Сход |      | 1     | 89   |
| 1983 | 126 C2B 126 C3 | Ferrari V6 турбо | G    | Рене Арну        | 10   | 3    | 7    | 3    | Сход | Сход | Сход | 1    | 5    | 1    | 2    | 1    | 2    | 9    | Сход |      | 1     | 89   |
| 1984 | 126 C4         | Ferrari V6 турбо | G    |                  | БРА  | ЮАР  | БЕЛ  | САН  | ФРА  | МОН  | КАН  | ДЕТ  | ДАЛ  | ВЕЛ  | ГЕР  | АВТ  | НИД  | ИТА  | ЕВР  | ПОР  | 2     | 57,5 |
| 1984 | 126 C4         | Ferrari V6 турбо | G    | Рене Арну        | Сход | Сход | 3    | 2    | 4    | 3    | 5    | Сход | 2    | 6    | 6    | 7    | 11   | Сход | 5    | 9    | 2     | 57,5 |
| 1984 | 126 C4         | Ferrari V6 турбо | G    | Микеле Альборето | Сход | 11   | 1    | Сход | Сход | 6    | Сход | Сход | Сход | 5    | Сход | 3    | Сход | 2    | 2    | 4    | 2     | 57,5 |